# Bruckbach (Wörnitz)
Der Bruckbach ist der 6,9 Kilometer lange Unterlauf eines Bachsystems im mittelfränkischen Weißenburg-Gunzenhausen und im schwäbischen Landkreis Donau-Ries. Das Fließgewässer mündet von links in die Wörnitz. Auf dem Hauptstrang, bestehend auch aus je einem Abschnitt von Buchgraben und Rangenschlaggraben sowie zuoberst dem gesamten Wiergraben, erreicht der Fluss eine Länge von 9,9 Kilometern.

## Verlauf

### Wiergraben
Der oberste Abschnitt Wiergraben der längeren linken Oberlauffolge Wiergraben → Rangenschlaggraben → Buchgraben entspringt auf einer Höhe von 561 m ü. NHN am Rande des Hahnenkamms nordöstlich von Ostheim, südlich von Spielberg und nordwestlich von Heidenheim auf dem Gebiet der Gemeinde Gnotzheim im Waldgewann Herrleinsholz. Die Quelle befindet sich nördlich des Roten Bucks und östlich des Wachtlerbergs. Der Wiergraben fließt zunächst nach Westen, um dann anschließend nach Süden umzuknicken. Er mündet in den Rangenschlaggraben.

### Rangenschlaggraben
Der Rangenschlaggraben entspringt auf einer Höhe von 505 m ü. NHN am Fuße des Galgenberges nordwestlich von Ostheim (Lage). Nachdem er die Bundesstraße 466 auf etwa östlichem Kurs unterquert hat, mündet auf einer Höhe von 482 m ü. NHN von links der Wiergraben ein. (Lage) Hiernach zieht der Bach neben der Bundesstraße südwärts und durch zwei kleinere Weiher und mündet schließlich auf einer Höhe von 477 m ü. NHN neben der St 2218 in den von Osten kommenden Buchgraben.
Das Gewässer ist 1,3 Kilometer lang und entwässert ein 1,3 km² großes Einzugsgebiet.

### Buchgraben
Das Quellgebiet des Buchgrabens liegt am Roten Buck in der Gemeinde Heidenheim, sein selbst anscheinend namenloser, nördlichster Hauptstrangoberlauf entspringt auf einer Höhe von 550 m ü. NHN (Lage) und nimmt nach etwa dreihundert Metern kurz nach der Unterquerung der Staatsstraße St 2218 den letzten von etlichen anderen aufgefiederten, in nicht sehr verschiedener Höhe entstehenden Oberläufen aus dem Quellgebiet auf, das in einer halbkreisförmigen Erosionsbucht am bewaldeten Westhang des Roten Bucks liegt. Hiernach fließt er in mehr oder weniger Abstand zur Staatsstraße nach Westen. Nördlich von Ostheim mündet der Rangenschlaggraben in ihn ein (Lage) und er kehrt sich auf Südlauf. Nahe dem Ostheimer Sportplatz mündet der Roethgraben von links und Südosten. Der Buchgraben zieht danach bald kanalisiert südwestlich durch Ostheim und vereinigt sich im Ort an der Ecke Dorfstraße/Ostheimer Hauptstraße auf einer Höhe von 463 m ü. NHN mit dem Salzbrunnengraben zum Bruckbach.

### Bruckbach
Nach seinem Zusammenfluss aus Buchgraben und Salzbrunnengraben fließt der Bruckbach zunächst kanalisiert durch Ostheim und auch noch nach der Ortsgrenze lange nach Südwesten und parallel zur Bundesstraße 466. Im größtenteils linksseits liegenden Westheim wechselt die Bundesstraße von rechts über ihn und verlässt dann das Tal, der Bruckbach selbst läuft danach westlich und auf nicht einmal mehr 430 m ü. NHN am bewaldeten Braunen Berg (ca. 465 m ü. NHN) zur Rechten vorbei, während linksseits das Tal schon weithin flach zur Wörnitz ausläuft; erst jenseits der kaum merklichen Wasserscheide an dieser Seite begrenzt das Naturschutzgebiet Auwald bei Westheim die offene Talflur. Hier tritt er auch in den schwäbischen Landkreis Donau-Ries über und passiert den bis oben hin offenen Holderberg (ca. 463 m ü. NHN) auf dem sich fortsetzenden rechten Hügelrücken. Daraufhin tangiert er das ans Nordufer grenzende Auhausen, von dem nur wenige Häuser links des Laufes stehen. Zuletzt mündet der Bruckbach südwestlich des Auhausener Ortskerns in der weiten und flachen Flussaue auf einer Höhe von 417 m ü. NN von links in die Wörnitz.
Der Bruckbach fließt fast während seines gesamten Laufs durch eine weite Offenlandschaft, ein Teil seiner Oberläufe und Zuflüsse entsteht in Hangwäldern, die sie einrahmen.

## Zuflüsse
Die Zuflüsse sind bachabwärts mit orographischer Richtungsangabe aufgeführt:
- Bruckbach, Ursprung in Ostheim an der Ecke Dorfstraße/(Ostheimer) Hauptstraße aus dem Zusammenfluss von
  - Salzbrunnengraben, rechter Quellast, Quelle noch vor dem Galgenberg etwas NNW von Ostheim
  - Buchgraben, linker Quellast, Quellgebiet am Westhang des Roten Bucks
    - Rangenschlaggraben, von rechts Zufluss an der St 2218, Quelle N des Galgenbergs am Waldrand
      - Wiergraben, von links auf Höhe des Dachsbaus

    - Roethgraben, von links nach Teichdurchlauf am Sportplatz von Ostheim, Quelle am NW-Hang des Rechenbergs

  - Riedgraben, von links
  - Klettengraben, von links
  - Durlinggraben, von rechts
    - Gänswiesgraben, von links

  - Holzwiesengraben, von rechts
  - Arnbach, von links, Quelle in Alter Klinge
    - Strenggraben, von rechts
    - Raingraben, von links

  - Maßholdergraben, von links, Quelle am Hang unter Hohentrüdingen
    - (Zweig vom Lettenbuck), von links

  - (Bach aus dem Kreuzfeld), von links in Westheim
  - (Bach vom Nordhang des Streitbergs), von rechts bei Westheim